# نان وودز
نان وودز (بالإنجليزية: Nan Woods)‏ هي ممثلة أمريكية، ولدت في 21 يونيو 1966.

## وصلات خارجية
- نان وودز على موقع IMDb (الإنجليزية)
- نان وودز على موقع قاعدة بيانات الفيلم (الإنجليزية)